# Avro 519
Die Avro 519 war ein Doppeldecker-Flugzeug des britischen Herstellers Avro.

## Allgemeines

### Die vier ungleichen Schwestern
Als Weiterentwicklung des Wasserflugzeuges Avro 510 wurde Anfang 1916 für den Royal Navy Air Service (RNAS), die britischen Marineflieger, die Avro 519 entwickelt.
Bei den ersten beiden gelieferten 519 handelte sich um einsitzige Bomber mit zusammenfaltbaren Tragflächen und dem bereits von früheren Avro-Mustern bekannten Fahrwerk mit der charakteristischen Gleitkufe zwischen den Rädern des Hauptfahrwerkes. Das große Seitenruder entsprach in seiner Form dem der Avro 504B-Modelle. Als Antrieb diente ein 150-hp-(152-PS)-Sunbeam-Nubian-Motor.
Später wurden zwei weitere Maschinen ausgeliefert, bestellt vom Royal Flying Corps (RFC). Diese zweisitzige Variante mit einem modifizierten Fahrwerk ohne Gleitkufe wurde als 519A bezeichnet und war mit einem 250-hp-(253,5-PS)-Sunbeam-Motor versehen.
Jede der vier Maschinen war letztlich ein Einzelstück. So waren bei der ersten Maschine die Kühler seitlich des Rumpfes installiert, bei der zweiten hingegen lagen die Kühler über und unter dem Motor; in dieser Anordnung nahm der obere Kühler dem Piloten allerdings die Sicht, außerdem war diese Maschine für sehr schlechte Steigleistungen bekannt.

### Exot Avro 522
Um dieses Manko zu beseitigen, änderte man bei der vierten Maschine die Tragflächen – Ober- und Unterflügel hatten nunmehr zur Erhöhung des Auftriebs die gleiche Länge, insgesamt war die Spannweite geringer als bei den anderen Maschinen.
Eigenartigerweise war auf dieser Maschine die Typenbezeichnung 522 angebracht, obwohl sie offiziell als Avro 519A geführt wurde.
Dieses vierte Flugzeug wurde am 1. November 1916 nach Hamble zu Tests durch die Militärs gebracht, wo sie bis April 1917 blieb.
Belegt ist, dass alle vier Maschinen in Farnborough getestet wurden und dort als „The Big Avros“ (Die großen Avros) bekannt waren; über ihr weiteres Schicksal ist nichts bekannt.

## Technische Daten (soweit bekannt)
| Avro 519/522           |                                                               |
| Kenngröße              | Daten                                                         |
| Länge                  | 9,98 m mit 150-hp-Sunbeam-Motor                               |
|                        | 10,71 m mit 250-hp-Sunbeam-Motor                              |
| Höhe                   | 3,56 m                                                        |
| Flügelspannweite oben  | 19,20 m                                                       |
|                        | 13,11 m bei Avro 522                                          |
| Flügelspannweite unten | 11,58 m                                                       |
|                        | 13,11 m bei Avro 522                                          |
| Tragflügelfläche       | 55,76 m² (Avro 519/519A)                                      |
| Antrieb                | ein Sunbeam-Nubian-Motor mit 111,86 kW (152,08 PS) (Avro 519) |
| Höchstgeschwindigkeit  | 120,7 km/h (Avro 519)                                         |
| Steigrate              | 1828,8 m/30 min (entspr. 60,96 m/min) (Avro 519)              |
| Besatzung              | ein Pilot                                                     |
| max. Startmasse        | ca. 1361 kg (Avro 519)                                        |